# Alfonso Reyes
Pour les articles homonymes, voir Alfonso Reyes (basket-ball) et Reyes.
Alfonso Reyes Ochoa (17 mai 1889, Monterrey – 27 décembre 1959, Mexico) : écrivain, philosophe, journaliste, traducteur et diplomate mexicain né à Monterrey. Son père, Bernardo Reyes, fut gouverneur de l'État du Nuevo León et ministre du gouvernement de Porfirio Díaz. Selon l'écrivain argentin Jorge Luis Borges, Reyes fut « l'un des plus grands écrivains des différentes littératures dont l'instrument est la langue espagnole ».

## Biographie
Alfonso Reyes publia Cuestiones estéticas, son premier livre, à l'âge de 21 ans. Il fut membre de l'Ateneo de la Juventud.
Il vécut à Madrid entre 1914 et 1924. En tant que membre du corps diplomatique mexicain, il travailla en France et fut ambassadeur en Argentine et au Brésil. En 1939, il retourna au Mexique et organisa l'actuel Colegio de México. Il fit partie du comité éditorial de la revue argentine Sur.
Entre 1955 et 1959, il est membre du comité commanditaire de la revue littéraire colombienne Mito, aux côtés de Vicente Aleixandre, Luis Cardoza y Aragón, Carlos Drummond de Andrade, León de Greiff, et Octavio Paz.

## Œuvres

### Poésie
- Huellas (1922)
- Pausa (1926)
- Cinco casi sonetos (1931)
- Sol de Monterrey (1932)
- Romances del Río de enero (1933)
- A la memoria de Ricardo Guiralde (1934)
- Golfo de México (1934)
- Yerbas del tarahumara (1934)
- Minuta. Juego Poético (1935)
- Infancia (1935)
- Otra voz (1936)
- Cantata en la tumba de Federico García Lorca (1937)
- Villa de Unión (1940)
- Algunos poemas, (1925-1939) (1941)
- Romances (y afines) (1945)
- La vega y el soto (1916-1943) (1946)
- Cortesía (1909-1947) (1948)
- Homero en Cuernavaca (1949)
- Poema del Cid (Traducción) (1949)
- La Iliada de Homero. Primera parte: Aquiles agraviado. Traslado de Alfonso Reyes (1951)
- Obra poética (1952)
- Nueve romances sordos (1954)
- Bernardo Mandeville. El panal rumoroso o la redención de los bribones. Paráfrasis libre de Alfonso Reyes (1957)
- Cuatro poemas en torno a Monterrey (1957)

### Théâtre
- Ifigenia Cruel (1924)

### Essais et Mémoires
- Composiciones presentadas en los exámenes de primero y segundo curso de literatura, en la Escuela Nacional Preparatoria, por el alumno... (1907)
- Los "poemas rústicos" de Manuel José Othón. Conferencias en el Ateneo de la Juventud (1910)
- Cuestiones estéticas, (1911)
- El paisaje en la poesía mexicana del siglo XVI (1911)
- El suicida. Libro de ensayos, (1917)
- Visión de Anáhuac (1519) (1917)
- Cartones de Madrid (1914-1917) (1917)
- Retratos reales e imaginarios (1920)
- Simpatías y diferencias:

Primera serie: Páginas del jueves (1921)
Segunda serie: I Crítica/II Historia menor (1921)
Tercera serie: I Simpatías/II El cisne (1922)
- El cazador. Ensayos y divagaciones (1921)
- L'evolution du Mexique (1923)
- Calendario (1924)
- Simples remarques sur le Mexique (1926)
- Reloj de sol. Quinta serie de "Simpatías y diferencias" (1926)
- Cuestiones gongorinas (1927)
- Fuga de Navidad (1929)
- La saeta (1931)
- Discurso por Virgilio (1931)
- A vuelta de correo (1932)
- En el día americano (1932)
- Horas de Burgos (1932)
- Atenea política (1932)
- En el ventanillo de Toledo (1932)
- Tren de ondas (1932)
- Voto por la Universidad del Norte (1933)
- La caída. Exégesis en marfil (1933)
- Tránsito de Amado Nervo (1937)
- La idea política de Goethe (1937)
- Las vísperas de España (1937)
- Aquellos días (1937)
- Mallarmé entre nosotros (1938)
- Capítulos de literatura española:

Primera serie (1939)
Segunda serie (1945)
- La crítica en la edad ateniense (600 a 300 a. C.) (1941)
- Pasado inmediato y otros ensayos (1942)
- Los siete sobre Deva. Sueño de una tarde de agosto (1942)
- La antigua retórica (1942)
- Última Tule (1942)
- La experiencia literaria (1942)
- El deslinde. Prolegómenos a la teoría literaria (1944)
- Tentativas y orientaciones (1944)
- Dos o tres mundos. Cuentos y ensayos (1944)
- Norte y sur (1925-1942) (1944)
- El Brasil y su cultura (1944)
- Tres puntos de exegética literaria (1945)
- Los regiomontanos (1945)
- Los trabajos y los días, 1934-1944 (1945)
- Las letras patrias (1946)
- Por mayo era, por mayo... (1946)
- Justo Sierra. Un discurso (1947)
- A lápiz. 1923-1946 (1947)
- Grata compañía (1948)
- Entre libros, 1912-1923 (1948)
- De un autor censurado en el Quijote (Antonio de Torquemada) (1948)
- Panorama de la religión griega (1948)
- Letras de la Nueva España (1948)
- Sirtes (1932-1944) (1949)
- De viva voz (1920-1947) (1949)
- Mi idea de la historia (1949)
- Junta de sombras. Estudios helénicos (1949)
- Tertulia de Madrid (1949)
- Cuatro ingenios (1950)
- En torno al estudio de la religión griega (1951)
- Trazos de historia literaria (1951)
- Ancorajes (1951)
- Interpretación de las edades hesiódicas (1951)
- Medallones (1951)
- La X en la frente. Algunas páginas sobre México (1952)
- Marginalia

Primera serie (1946-1951) (1952)
Segunda serie (1909-1954) (1954)
Tercera serie (1940-1959) (1959)
- Memorias de cocina y bodega (1953)
- Trayectoria de Goethe (1954)
- Parentalia. Primer capítulo de mis recuerdos (1954)
- La danza (1956)
- Dos escritos sobre Paul Valéry (1957)
- Las burlas veras (1957)
- La filosofía helenística (1959)
- Los nuevos caminos de la lingüística (1960)
- A campo traviesa. Trazos de Jean-Pierre Marcillac (1960)
- Al yunque (1944-1958) (1960)
- La afición de Grecia (1960)
- Albores. Segundo libro de recuerdos (1960)
- El polifemo sin lágrimas (1961)
- Oración del 9 de febrero (1963)
- Dante y la ciencia de su época (1965)
- Universidad, política y pueblo (1967)
- Anecdotario (1968)
- Prosa y poesía (1975)

### Romans, nouvelles
- El plano oblicuo. Cuentos y diálogos (1920)
- El testimonio de Juan Peña (1930)
- La casa del grillo (1945)
- Verdad y mentira (1950)
- Árbol de pólvora (1953)
- Quince presencias (1955)
- Los tres tesoros (1955)

### Archives personnelles
- Reliques (souvenirs, objets intimes)
  - Berkeleyana (1941)
- Brouillons (littérature mineure, exercices):
  - Burlas literarias (1919-1922) (1947)
  - Tres cartas y dos sonetos (1954)
  - Briznas I (1959)
- Travaux laissés de côté
  - Cartilla moral (1944) (1952)
  - Resumen de la literatura mexicana (siglos XVI-XIX) (1957)
- Notes, études
  - Introducción al estudio económico del Brasil (1936) (1938)
  - La inmigración en Francia (1927) (1947)
  - La constelación americana. Conversaciones de tres amigos, Buenos Aires, 23 de octubre al 19 de noviembre de 1936 (1950)
  - De la antigüedad a la Edad Media (1954)
  - Troya (1954)
  - Libros y libreros en la antigüedad (1955)
  - El triángulo egeo (1958)
  - La jornada aquea (1958)
  - Geógrafos del mundo antiguo (1959)
- Témoignages (Mémoires, critiques)
  - El servicio diplomático mexicano (1933) (1937)
  - La conferencia colombo-peruana para el arreglo del incidente de Leticia. Río de Janeiro, 25 de octubre de 1933 al 24 de mayo de 1934 (1947)
  - Momentos de España: Memorias políticas, 1920-1923 (1947)
  - Crónicas de Francia:
    - Vol. I (enero a abril de 1925) (1947)
    - Vol. II (abril a junio de 1925) (1952)
    - Vol. III (julio a diciembre de 1925) (1955)

Vol. IV (enero a junio de 1926) (1956)
Vol. V (junio de 1926 a febrero de 1927) (1957)
- Autres documents
  - Manuel García Blanco, el escritor mexicano Alfonso Reyes y Unamuno (1956)

### Œuvre complet
- Un œuvre complet a été édité par le Fondo de Cultura Económica (Mexique) et illustré par le dessinateur Enrique Sobisch (es) (1955-1993)